# Надежда (газета)
Наде́жда — всероссийская ежемесячная газета, печатный орган ВОИ. Выходит с марта 1996. В газете публикуются материалы, отражающие жизнь людей с ограниченными физическими возможностями. Регулярно поднимаются проблемы медицинского обслуживания инвалидов, реабилитации, трудовой занятости, создания необходимых условий для получения высшего образования и занятий спортом.

## Награды
- Премия имени Елены Мухиной в номинации «Газета года»[1].